# Luminophore

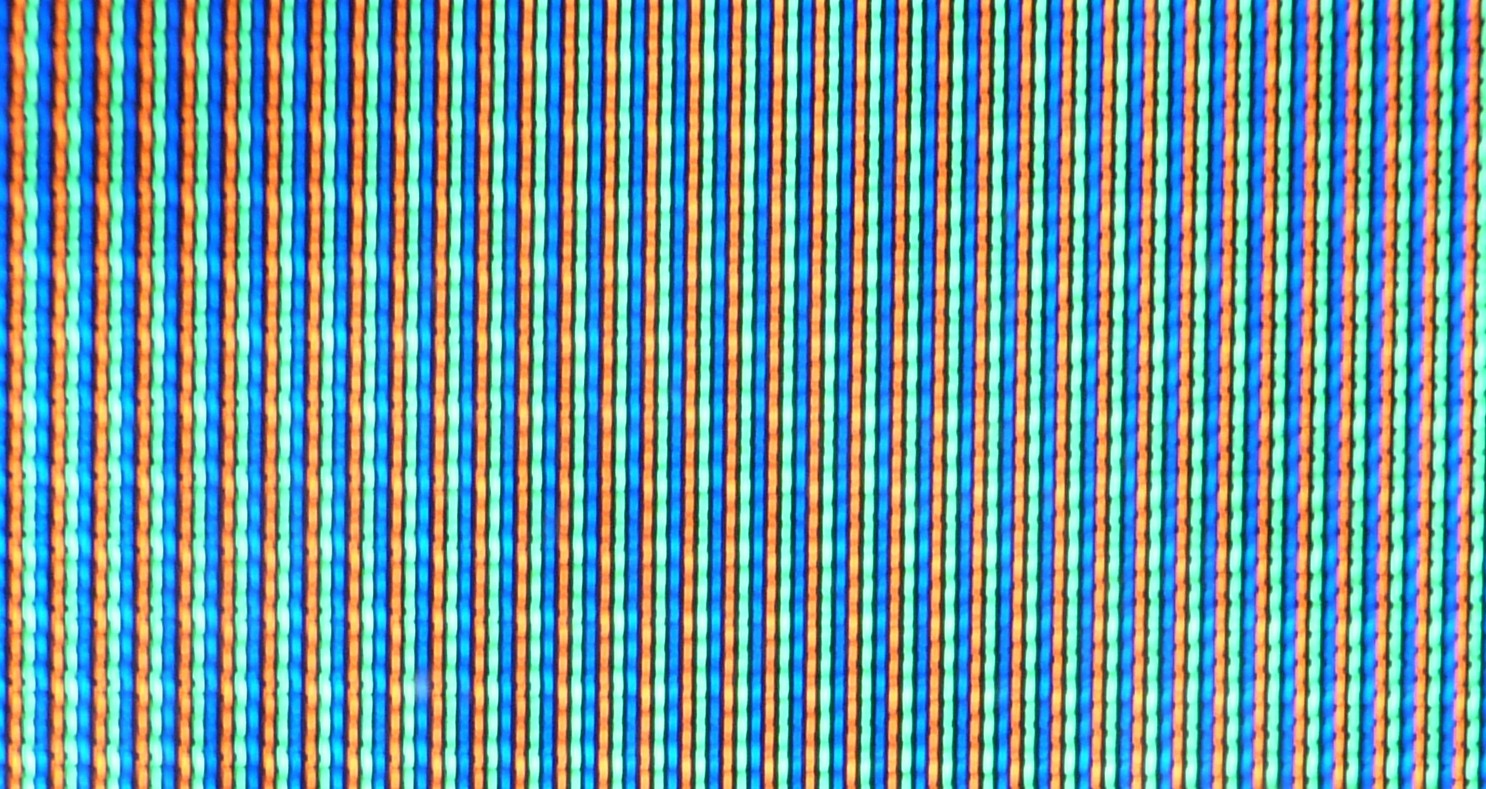
Luminophores d'un tube cathodique de téléviseur

Le luminophore est une substance qui, lorsqu'elle subit une excitation, émet de la lumière. Une telle substance est utilisée notamment dans les écrans à tubes cathodiques, les écrans SED et également pour les écrans à plasma.